# Alfenas
Alfenas es un municipio brasileño localizado en el sur del estado de Minas Gerais. De acuerdo con el censo realizado por el IBGE en 2010, su población era de 73.722 habitantes.

## Geografía
- Altitud máxima: 888m sobre el nivel del mar, en la cabecera del Río Mateus Cego
- Altitud Media: 768 m
- Temperatura Media Anual: 19,6 °C
- Precipitación Media Anual: 1 592,7 mm
- Distritos: Barranco Alto - Gaspar Lopes
- Barrios rurales: 56
- Calles: 850
- Plazas: 20

### Recursos Hídricos
- Cuenca hidrográfica del Río São Tomé - Termina en el lago de Furnas, cuya naciente está en el barrio Sierra Escura en el municipio de Machado.
- Valle del río Sapucaí, de la cuenca del río Paraná y de algunos de sus afluentes que fueron inundados por el reservorio de Furnas, que circunda el municipio, excepto por el límite sur.